# Kup Hrvatske u odbojci za muškarce 2018./19.
Kup Hrvatske u odbojci za muškarce za sezonu 2018./19. je osvojila "Mladost" iz Zagreba. 

## Rezultati

### 1. kolo
Igrano 24. listopada 2018. godine. 
| par                                             | rez. | setovi                     | napomene |
| ----------------------------------------------- | ---- | -------------------------- | -------- |
| Čazma - Mladost Zagreb                          | 0:3  | 11:25, 18:25, 16:25        |          |
| Zadar - Mladost Ribola Kaštela (Kaštel Lukšić)  | 0:3  | 17:25, 19:25, 8:25         |          |
| Marsonia Slavonski Brod - Mursa-Osijek          | 1:3  | 20:25, 25:19, 15:25, 19:25 |          |
| Umag - Rijeka                                   | 0:3  | 14:25, 12:25, 17:25        |          |
| Croatia Zagreb - Centrometal (Črečan - Macinec) | 0:3  | 17:25, 17:25, 16:25        |          |
| Šibenik 91 - Medicinar Trnje Zagreb             | 0:3  | 16:25, 16:25, 13:25        |          |
| Split - Sisak                                   | 3:0  | 25:15, 25:15 25:11         |          |
| Rovinj - Kitro Varaždin                         | 3:0  | 25:20, 25:21, 25:22        |          |

### Četvrtzavršnica
Igrano 7. studenog 2018. godine. 
| par                                             | rez.     | setovi                     | napomene                   |
| ----------------------------------------------- | -------- | -------------------------- | -------------------------- |
| Centrometal (Črečan - Macinec) - Rijeka         | 3:0      | 25:19, 25:19, 25:16        |                            |
| Split - Mladost Zagreb                          | 0:3 p.f. |                            | "Mladost" prošla bez borbe |
| Rovinj - Mladost Ribola Kaštela (Kaštel Lukšić) | 0:3      | 16:25, 19:25, 17:25        |                            |
| Medicinar Trnje Zagreb - Mursa-Osijek           | 3:1      | 27:25, 25:17, 16:25, 25:22 |                            |

### Poluzavršnica
Prve utakmice su igrane 21. studrnog 2018., a uzvrati 12. i 13. prosinca 2019. godine. 
| par                                                             | 1. utakmica | 1. utakmica                | 2. utakmica | 2. utakmica               | napomene |
| par                                                             | rez.        | setovi                     | rez.        | setovi                    | napomene |
| --------------------------------------------------------------- | ----------- | -------------------------- | ----------- | ------------------------- | -------- |
| Centrometal (Črečan - Macinec) - Mladost Zagreb                 | 0:3         | 7:25, 21:25, 18:25         | 1:3         | 16:25, 27:25, 15:25, 9:25 |          |
| Medicinar Trnje Zagreb - Mladost Ribola Kaštela (Kaštel Lukšić) | 1:3         | 20:25, 21:25, 25:23, 18:25 | 0:3         | 21:25, 17:25, 14:25       |          |

### Završnica
Igrano 24. travnja 2019. u Rovinju, u dvorani SD "Gymnasium".

| klub1          | klub2                                  | rez. | setovi              |
| -------------- | -------------------------------------- | ---- | ------------------- |
| Mladost Zagreb | Mladost Ribola Kaštela (Kaštel Lukšić) | 3:0  | 25:19, 25:22, 25:12 |

## Vanjske poveznice
- natjecanja.hos-cvf.hr, Hrvatska odbojkaška natjecanja